# Eragrostis tatarica
Eragrostis tatarica là một loài thực vật có hoa trong họ Hòa thảo. Loài này được (Fischer ex Griseb.) Henrard mô tả khoa học đầu tiên năm 1940.